# Panelus fallax
Panelus fallax är en skalbaggsart som beskrevs av Vladimir Balthasar 1972. Panelus fallax ingår i släktet Panelus och familjen bladhorningar. Inga underarter finns listade i Catalogue of Life.